# Cuadrado mágico

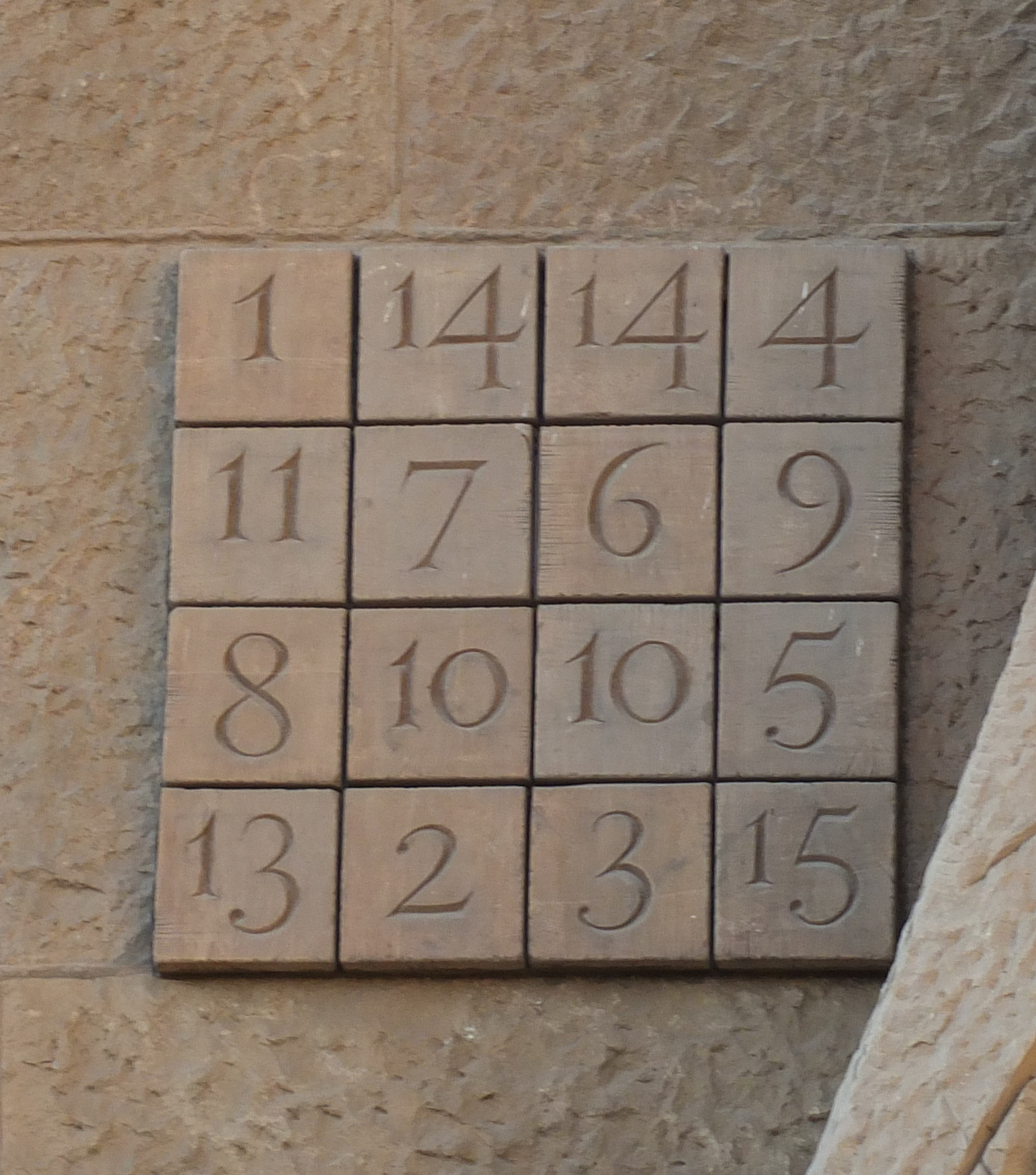
Cuadrado mágico del Templo de la Sagrada Familia de Barcelona

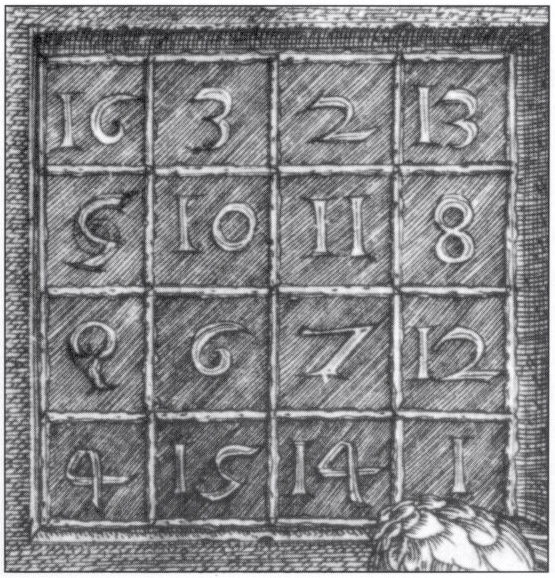
Cuadrado mágico del grabado Melancolía I, obra de Alberto Durero

Un cuadrado mágico es una tabla de grado primario donde se dispone de una serie de números enteros en un cuadrado o matriz de forma tal que la suma de los números por columnas, filas y diagonales principales sea la misma. Usualmente los números empleados para rellenar las casillas son consecutivos, de 1 a n², siendo n el número de columnas y filas del cuadrado mágico.
Los cuadrados mágicos actualmente no tienen ninguna aplicación técnica conocida que se beneficie de estas características, por lo que siguen recluidos al divertimento, a la curiosidad y al pensamiento matemático. Aparte de esto, en las ciencias ocultas y más concretamente en la magia tienen un lugar destacado. En algunos tipos de técnicas orientales, como en el caso del Ba Gua y del Feng Shui, los cuadrados mágicos tienen gran importancia, tanto por razones filosóficas y numerológicas como prácticas, por ejemplo, al momento de determinar orientaciones y espacios específicos.

## Introducción
Consideremos la sucesión matemática 1, 2, 3, 4... 36 (cuadrado de orden 6), y dispongamos los números ordenadamente en dos series dispuestas en zig-zag:
| 1  | 2  | 3  | 4  | 5  | 6  | 7  | 8  | 9  | 10 | 11 | 12 | 13 | 14 | 15 | 16 | 17 | 18 |
| 36 | 35 | 34 | 33 | 32 | 31 | 30 | 29 | 28 | 27 | 26 | 25 | 24 | 23 | 22 | 21 | 20 | 19 |

Resulta evidente que cualquier par de números alineados verticalmente suma lo mismo ya que a medida que nos desplazamos por las columnas, en la fila superior se añade una unidad, mientras que en la fila inferior se resta. La suma es en todos los casos la de los números extremos:
{\displaystyle n^{2}+1=36+1=37}
Si disponemos el conjunto de números en seis filas (ver tabla a la derecha), fácilmente se puede apreciar que las sumas en las distintas columnas han de ser necesariamente iguales, ya que los números se encuentran agrupados por pares tal y como estaban en el primer caso (compárese los pares de filas 1.ª-6ª, 2ª-5ª y 3ª-4ª con la disposición original). Ahora sin embargo, por ser tres los pares de filas (n/2), la suma será:
{\displaystyle M_{2}(n)={\frac {n(n^{2}+1)}{2}}}
cantidad que se denomina constante mágica, y que en nuestro caso es n×(n² + 1)/2 = 6×(36 + 1)/2 = 111.
| Orden n | 3  | 4  | 5  | 6   | 7   | 8   | 9   | 10  | 11  | 12  | 13   |
| M2 (n)  | 15 | 34 | 65 | 111 | 175 | 260 | 369 | 505 | 671 | 870 | 1105 |

Salta a la vista que el cuadro anterior no es un cuadrado mágico, ya que al disponerse los números de forma consecutiva, las sumas de las cifras de cada fila son cada vez mayores. Sin embargo hemos encontrado seis series de números comprendidos entre 1 y 36, de forma tal que, sin repetirse ninguno, las sumas de las series son la constante mágica. Si en vez de la disposición anterior colocamos los números consecutivamente, obtenemos una disposición en la que los números de la diagonal principal se pueden escribir de la forma (a-1)×n + a.
Calculando la suma, sabiendo que las filas a van de 1 a n:
{\displaystyle \sum _{a=1}^{n}(a-1){n}+a=(n+1)\sum _{a=1}^{n}a-\sum _{a=1}^{n}n=(n+1){\frac {n(1+n)}{2}}-n^{2}={\frac {n^{3}+2n^{2}+n-2n^{2}}{2}}={\frac {n(n^{2}+1)}{2}}}
De nuevo la constante mágica. Más aún, cualquier serie de seis valores en los que no haya dos de la misma fila o columna sumará la constante mágica. Escribiendo el término i, j de la matriz como (i-1)×n + j, y tomando 6 términos cualesquiera con la condición de que ni i, ni j se repitan y varíen de 1 hasta n, la ecuación resultante será exactamente la misma que en el caso anterior y la suma, por tanto, la constante mágica.
Como se puede demostrar, la cantidad de series posibles de n números que cumplan la condición anterior es n!, 720 en cuadrados de orden 6, y ni siquiera son todas las posibles, ya que antes habíamos obtenido seis que no están incluidas entre ellas.
De orden 3 existe un único cuadrado mágico (las distintas variaciones se pueden obtener por rotación o reflexión), en 1693 Bernard Frenicle de Bessy estableció que hay 880 clases de cuadrados mágicos de orden 4.
 Posteriormente se ha encontrado que existen 275.305.224 cuadrados mágicos de orden 5; el número de cuadrados de mayor orden se desconoce aún pero según estimaciones de Klaus Pinn y C. Wieczerkowski realizadas en 1998 mediante los métodos de Montecarlo y de mecánica estadística existen (1,7745 ± 0,0016) × 1019 cuadrados de orden 6 y (3,7982 ± 0,0004) × 1034 cuadrados de orden 7.
Por lo que respecta a órdenes inferiores, es evidente que de orden uno existe un único cuadrado mágico,   1  , mientras que de orden 2 no existe ninguno, lo que se puede demostrar considerando el cuadrado mágico a, b, c, d de la figura; para que tal disposición fuera un cuadrado mágico deberían cumplirse las siguientes ecuaciones (siendo M la constante mágica o cualquier cantidad, si se quiere):
| \| a \| b \| \| c \| d \| | a + b = M a + c = M a + d = M b + c = M b + d = M c + d = M |
| a                         | b                                                           |
| c                         | d                                                           |

escribiendo el sistema de ecuaciones en forma matricial y buscando el orden de la matriz de coeficientes, se obtiene que es tres, mientras que el número de incógnitas es cuatro, de modo que el sistema solo tiene la solución trivial a = b = c = d = M/2 siendo imposible construir un cuadrado mágico en el que las cuatro cifras sean distintas.
Resumiendo: la cantidad de diferentes n×n cuadrados mágicos para n entre 1 y 5, sin contar rotaciones y reflexiones, son:
1, 0, 1, 880, 275305224 (sucesión A006052 en OEIS).
Para s = 6 se ha estimado que hay aproximadamente 1.7745×1019.
The Astronomical Phenomena (Tien Yuan Fa Wei).
Compilado por Bao Yunlong en el siglo XIII,
edición de la Dinastía Ming, 1457-1463.

## Historia
| 4 | 9 | 2 |
| 3 | 5 | 7 |
| 8 | 1 | 6 |

Muchos de los aspectos históricos de los cuadrados mágicos no se conservan. El cuadro Melancolía I 1514 de Alberto Durero, sigue existiendo, lo mismo que el edificio de la Sagrada Familia.
En la antigua China ya se conocían los cuadrados mágicos desde el III milenio a. C., como dice el Lo Shu. Según la leyenda, un cierto día se produjo el desbordamiento de un río; la gente, temerosa, intentó hacer una ofrenda al dios del río Lo (uno de los desbordados) para calmar su ira. Sin embargo, cada vez que lo hacían, aparecía una tortuga que rondaba la ofrenda sin aceptarla, hasta que un chico se dio cuenta de las peculiares marcas del caparazón de la tortuga, de este modo pudieron incluir en su ofrenda la cantidad pedida (15), quedando el dios satisfecho y volviendo las aguas a su cauce.
Igualmente conocieron combinaciones de esta clase los indios, egipcios, árabes y griegos. A tales cuadrados, las diferentes culturas les han atribuido propiedades astrológicas y adivinatorias portentosas grabándose con frecuencia en talismanes. Así, como recoge Cornelius Agrippa en De oculta philosophia libri tres (1533), el cuadrado de orden 3 (15) estaba consagrado a Saturno, el de 4 (34) a Júpiter, el de 5 (65) a Marte, el del 6 (111) al Sol, el del 7 (175) a Venus, el del 8 (260) a Mercurio y el de 9 (369) a la Luna; idéntica atribución puede encontrarse en la astrología hindú.
La introducción de los cuadrados mágicos en occidente se atribuye a Manuel Moscópulo en torno al siglo XIV, autor de un manuscrito en el que por vez primera se explican algunos métodos para construirlos. Con posterioridad, el estudio de sus propiedades, ya con carácter científico, atrajo la atención de grandes matemáticos que dedicaron al asunto obras diversas a pesar de la manifiesta inutilidad práctica de los cuadrados mágicos. Entre ellos cabe citar a Stifel, Fermat, Pascal, Leibnitz, Frénicle, Bachet, La Hire, Saurin, Euler.

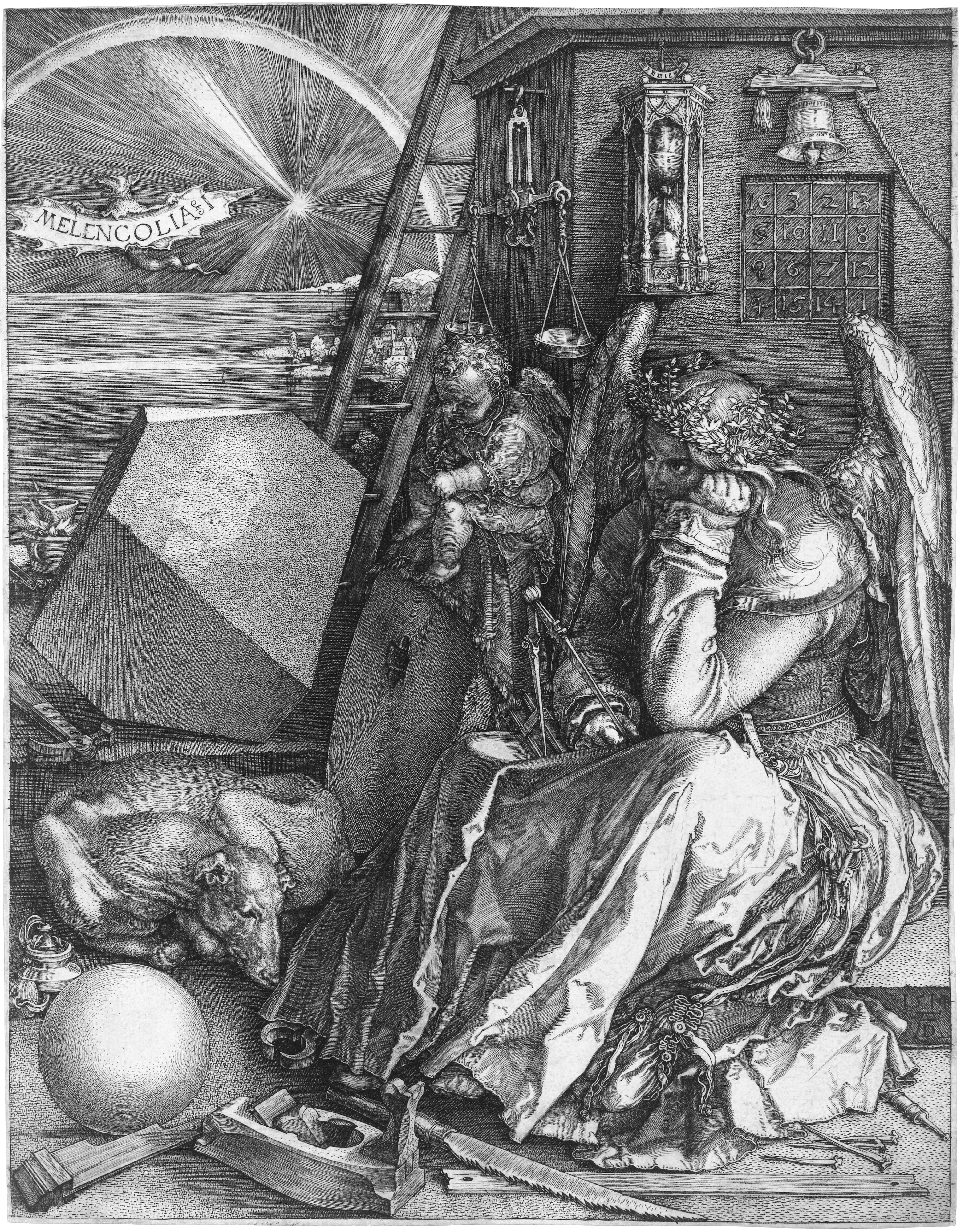
Melancolía I, grabado de Alberto Durero; el cuadrado mágico aparece en la esquina superior derecha.

### El cuadrado mágico de Alberto Durero
| 16 | 3  | 2  | 13 |
| 5  | 10 | 11 | 8  |
| 9  | 6  | 7  | 12 |
| 4  | 15 | 14 | 1  |

Melancolía I está considerado el primero de las artes europeas. En el cuadrado de orden cuatro se obtiene la constante mágica (34) en filas, columnas, diagonales principales, y en las cuatro submatrices de orden 2 en las que puede dividirse el cuadrado, sumando los números de las esquinas, los cuatro números centrales, los dos números centrales de las filas (o columnas) primera y última, etc. y siendo las dos cifras centrales de la última fila 1514 el año de ejecución de la obra.
Algunas disposiciones particulares en el cuadrado mágico de Durero que suman la constante mágica.

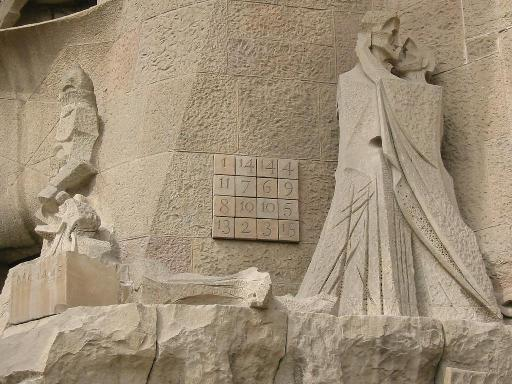
Fachada de la Sagrada Familia

| 16 | 3  | 2  | 13 |
| 5  | 10 | 11 | 8  |
| 9  | 6  | 7  | 12 |
| 4  | 15 | 14 | 1  |

| 16 | 3  | 2  | 13 |
| 5  | 10 | 11 | 8  |
| 9  | 6  | 7  | 12 |
| 4  | 15 | 14 | 1  |

| 16 | 3  | 2  | 13 |
| 5  | 10 | 11 | 8  |
| 9  | 6  | 7  | 12 |
| 4  | 15 | 14 | 1  |

| 16 | 3  | 2  | 13 |
| 5  | 10 | 11 | 8  |
| 9  | 6  | 7  | 12 |
| 4  | 15 | 14 | 1  |

| 16 | 3  | 2  | 13 |
| 5  | 10 | 11 | 8  |
| 9  | 6  | 7  | 12 |
| 4  | 15 | 14 | 1  |

### El cuadrado mágico de la Sagrada Familia
La Fachada de la Pasión del Templo Expiatorio de la Sagrada Familia en Barcelona, diseñada por el escultor Josep María Subirachs, muestra un cuadrado mágico de orden 4.
La constante mágica del cuadrado es 33, la edad de Jesucristo en la Pasión. También se ha atribuido la elección de este número como una velada alusión a la supuesta adscripción masónica, que nunca ha sido demostrada, de Antonio Gaudí, ya que 33 son los grados tradicionales de la masonería. Estructuralmente, es muy similar al cuadrado mágico de Melancolía, pero dos de los números del cuadrado (el 12 y el 16) están disminuidos en dos unidades (10 y 14) con lo que aparecen repeticiones. Esto permite rebajar la constante mágica en 1.
Los cuadrados triviales como éste no suelen tener interés matemático y sólo tienen importancia histórica. Lee Sallows ha señalado que, debido a la ignorancia de Subirachs de la teoría del cuadrado mágico, el famoso escultor cometió un error innecesario, y apoya esta afirmación dando varios ejemplos de cuadrados mágicos no triviales de 4×4 que muestran la constante mágica deseada de 33.

## Cuadrado mágico aritmético

### Cuadrados mágicos de orden impar (I)
Estos cuadrados pueden generarse según el método publicado en 1691 por Simón de la Loubere, llamado a veces método siamés, país en el que desempeñó el cargo de embajador de Luis XIV, método ya conocido por los astrólogos orientales. Comenzando en la casilla central de la primera fila con el primer número, se rellena la diagonal quebrada con los siguientes en sentido NO (o NE). Completada la primera diagonal, se desciende una posición y se rellena la segunda en el mismo sentido que la anterior, repitiéndose el paso anterior con el resto de diagonales hasta completar el cuadrado. Las Ternas pitagóricas y los Cuadrados mágicos se ordenan en forma precisa en los cuadrados mágicos de orden impar.
Obviamente, se podría haber comenzado en cualquiera de las casillas centrales de las filas o columnas perimetrales, siendo en cada caso la dirección de las diagonales hacia fuera del cuadrado y el sentido del desplazamiento una vez finalizada cada diagonal el dado por la posición relativa del centro del cuadrado respecto de la casilla inicial.
Resulta evidente que, comenzando por cualquier otra casilla, las sumas de las filas y columnas será la constante mágica, ya que la posición relativa de las cifras será la misma que en el caso anterior; sin embargo, en la diagonal paralela a la dirección de rellenado no se cumplirá esta condición (sí en la otra). De hecho, la particular elección de la casilla inicial responde a la necesidad de que en la diagonal paralela a la dirección de llenado se coloquen consecutivamente los cinco números centrales de la serie ya que cualesquiera otros cinco números consecutivos no sumarán la constante mágica.[cita requerida]

### Cuadrados mágicos de orden impar (II)
Paso 1: Se escriben los números del 1 al n². Se escribe el 1 en la casilla superior del rombo y se seguirá de forma oblicua como se ve en este ejemplo. El cuadrado mágico será un cuadrado inscrito en el rombo que hemos formado.
|    |    |    |    | 1  |    |    |    |   |
|    |    |    | 6  |    | 2  |    |    |   |
|    |    | 11 |    | 7  |    | 3  |    |   |
|    | 16 |    | 12 |    | 8  |    | 4  |   |
| 21 |    | 17 |    | 13 |    | 9  |    | 5 |
|    | 22 |    | 18 |    | 14 |    | 10 |   |
|    |    | 23 |    | 19 |    | 15 |    |   |
|    |    |    | 24 |    | 20 |    |    |   |
|    |    |    |    | 25 |    |    |    |   |

Paso 2: Trasladamos los números de las esquinas del rombo a las casillas vacías que hay en el lado opuesto del cuadrado.
|    |    |    |    | 1  |    |    |    |   |
|    |    |    | 6  |    | 2  |    |    |   |
|    |    | 11 | 24 | 7  | 20 | 3  |    |   |
|    | 16 | 4  | 12 | 25 | 8  | 16 | 4  |   |
| 21 |    | 17 | 5  | 13 | 21 | 9  |    | 5 |
|    | 22 | 10 | 18 | 1  | 14 | 22 | 10 |   |
|    |    | 23 | 6  | 19 | 2  | 15 |    |   |
|    |    |    | 24 |    | 20 |    |    |   |
|    |    |    |    | 25 |    |    |    |   |

Paso 3: Quitamos las esquinas del rombo: ya tenemos un cuadrado mágico de orden impar.
| 11 | 24 | 7  | 20 | 3  |
| 4  | 12 | 25 | 8  | 16 |
| 17 | 5  | 13 | 21 | 9  |
| 10 | 18 | 1  | 14 | 22 |
| 23 | 6  | 19 | 2  | 15 |

### Cuadrados mágicos de orden múltiplo de 4
Se construye un cuadrado con los números dispuestos consecutivamente (véase el segundo cuadrado de orden seis de la introducción), disposición en la que como sabemos, las sumas de las diagonales son la constante mágica. Una vez hecho esto, y conservando la submatriz central de orden n/2 y las cuatro submatrices de esquina de orden n/4 los números restantes se giran 180° respecto del centro del cuadrado, o si se prefiere se recolocan en orden decreciente (en ambos casos el resultado es el mismo).
Partiendo de la misma disposición y escogiendo patrones simétricos similares de las cifras a conservar pueden construirse cuadrados mágicos diferentes al obtenido antes, como el siguiente:

### Cuadrados mágicos de orden múltiplo de 4 más 2
Para construir esta clase de cuadrados se puede usar el método LUX. En parte se basa en el método de la Loubere, que se usa en la construcción de cuadrados mágicos de orden impar (ver más arriba).
Como ejemplo, vamos a construir un cuadrado mágico de lado 10.
1º paso:
Vamos a agrupar las casillas en subcuadrados de 2x2, y cada uno de ellos lo etiquetaremos de la siguiente forma:
- Los cuadrados de las k+1 primeras filas, donde k es la división entera del tamaño del cuadrado entre cuatro, se etiquetan con la letra L (3 filas en este caso).
- Los cuadrados de la siguiente fila se etiquetan con la letra U.
- Los cuadrados de las filas restantes se etiquetan con la letra X.
Estas letras más adelante nos indicarán cómo rellenar cada subcuadrado de 2x2.
|  |   |  |   |  |   |  |   |  |   |
|  | L |  | L |  | L |  | L |  | L |
|  |   |  |   |  |   |  |   |  |   |
|  | L |  | L |  | L |  | L |  | L |
|  |   |  |   |  |   |  |   |  |   |
|  | L |  | L |  | L |  | L |  | L |
|  |   |  |   |  |   |  |   |  |   |
|  | U |  | U |  | U |  | U |  | U |
|  |   |  |   |  |   |  |   |  |   |
|  | X |  | X |  | X |  | X |  | X |

2º paso:
Se intercambia el cuadrado U central con el cuadrado L inmediatamente superior.
|  |   |  |   |  |   |  |   |  |   |
|  | L |  | L |  | L |  | L |  | L |
|  |   |  |   |  |   |  |   |  |   |
|  | L |  | L |  | L |  | L |  | L |
|  |   |  |   |  |   |  |   |  |   |
|  | L |  | L |  | U |  | L |  | L |
|  |   |  |   |  |   |  |   |  |   |
|  | U |  | U |  | L |  | U |  | U |
|  |   |  |   |  |   |  |   |  |   |
|  | X |  | X |  | X |  | X |  | X |

3º paso:
Etiquetaremos cada subcuadrado de 2x2 con un número siguiendo el método de la Loubere. De esta forma indicaremos el orden en el que se va a rellenar cada subcuadrado.
| 17 |   | 24 |   | 1  |   | 8  |   | 15 |   |
|    | L |    | L |    | L |    | L |    | L |
| 23 |   | 5  |   | 7  |   | 14 |   | 16 |   |
|    | L |    | L |    | L |    | L |    | L |
| 4  |   | 6  |   | 13 |   | 20 |   | 22 |   |
|    | L |    | L |    | U |    | L |    | L |
| 10 |   | 12 |   | 19 |   | 21 |   | 3  |   |
|    | U |    | U |    | L |    | U |    | U |
| 11 |   | 18 |   | 25 |   | 2  |   | 9  |   |
|    | X |    | X |    | X |    | X |    | X |

4º paso:
Ahora, al subcuadrado i-ésimo le corresponden los números 4i - 3, 4i - 2, 4i - 1 y 4i. Por ejemplo, al subcuadrado 10 le corresponden los números 37, 38, 39, y 40.
Solo nos falta saber cómo se colocan los cuatro números dentro de su subcuadrado correspondiente, y ahí entra en juego el etiquetado LUX.
| 4.º número | 1.º número |
| 2.º número | 3.º número |

| 1.º número | 4.º número |
| 2.º número | 3.º número |

| 1.º número | 4.º número |
| 3.º número | 2.º número |

Como puede verse, las letras recuerdan a la forma que hacen los números al colocarse en cada cuadrado.
Con todos estos elementos ya puede construirse el cuadrado:
| 68 | 65 | 96 | 93 | 4  | 1   | 32 | 29 | 60 | 57 |
| 66 | 67 | 94 | 95 | 2  | 3   | 30 | 31 | 58 | 59 |
| 92 | 89 | 20 | 17 | 28 | 25  | 56 | 53 | 64 | 61 |
| 90 | 91 | 18 | 19 | 26 | 27  | 54 | 55 | 62 | 63 |
| 16 | 13 | 24 | 21 | 49 | 52  | 80 | 77 | 88 | 85 |
| 14 | 15 | 22 | 23 | 50 | 51  | 78 | 79 | 86 | 87 |
| 37 | 40 | 45 | 48 | 76 | 73  | 81 | 84 | 9  | 12 |
| 38 | 39 | 46 | 47 | 74 | 75  | 82 | 83 | 10 | 11 |
| 41 | 44 | 69 | 72 | 97 | 100 | 5  | 8  | 33 | 36 |
| 43 | 42 | 71 | 70 | 99 | 98  | 7  | 6  | 35 | 34 |

## Variantes
Existen multitud de variantes de los cuadrados mágicos simples que acabamos de describir, así como métodos alternativos de construcción de los mismos, de modo que aquí nos limitaremos a hacer una breve descripción de algunas de la variantes existentes.
| 49 | 48 | 11 | 46 | 6  | 12 | 3  |
| 7  | 13 | 14 | 31 | 32 | 35 | 43 |
| 8  | 30 | 28 | 21 | 26 | 20 | 42 |
| 45 | 33 | 23 | 25 | 27 | 17 | 5  |
| 9  | 34 | 24 | 29 | 22 | 16 | 41 |
| 10 | 15 | 36 | 19 | 18 | 37 | 40 |
| 47 | 2  | 39 | 4  | 44 | 38 | 1  |

Hay, por ejemplo, cuadrados mágicos que continúan siendo mágicos cuando se les quita una banda exterior; incluso los hay que continúan siendo mágicos si se les quita una banda y luego una segunda banda.
El cuadrado completo de la figura, de orden 7, tiene por constante mágica 175 (los cuarenta y nueve primeros números); el cuadrado interior de orden 5 que comprende los números centrales de la serie anterior (13 a 37), también es mágico y tiene por constante mágica 125, al igual que el cuadrado de orden tres central (números 21 a 29) que tiene una constante mágica de 75.
Algunos cuadrados conservan la suma mágica a lo largo de todas las diagonales quebradas, además de filas, columnas y diagonales principales, como el de la derecha. Estas disposiciones se suelen denominar cuadrados diabólicos, aunque también se llama a veces así al cuadrado de Durero que no cumple esta condición. Este último también se ha llamado a veces cuadrado satánico porque existen muchas combinaciones, ciertamente peculiares, de números simétricamente distribuidos a lo largo de la matriz con los que se consigue la suma mágica, como ya mostramos con anterioridad cuando hablamos de él. Al respecto cabe recordar que el número de combinaciones de n cifras, tomadas de la serie aritmética 1 a n×n, es incluso superior al de cuadrados que se pueden construir con dichas cifras, por lo que encontrar disposiciones aparentemente peculiares tales que se obtenga la suma mágica es más común de lo que se cree. Si nos fijamos por ejemplo en el cuadrado diabólico de la figura, veremos que tales disposiciones también suman 34 (las cuatro esquinas y las cuatro centrales, las cuatro submatrices de orden cuatro, etc., y, además, las diagonales quebradas. Aunque en él no aparece la fecha de creación de Melancolía I como sucedía en el cuadrado mágico de Durero, en el que existen más de 34 combinaciones).
Si entendemos los cuadrados mágicos como matrices, con sus operaciones usuales de miniatura y producto, el cuadrado mágico de orden 3 tiene la interesante propiedad de que su matriz inversa vuelve a ser un cuadrado mágico que tiene valores fraccionarios positivos y negativos y cuya constante mágica es 1/15.
Este es el cuadrado mágico de orden 3 habitual:
| 4 | 9 | 2 |
| 3 | 5 | 7 |
| 8 | 1 | 6 |

Y este es su cuadrado mágico inverso.
| 23/360  | -52/360 | 53/360  |
| 38/360  | 8/360   | -22/360 |
| -37/360 | 68/360  | -7/360  |

Los cuadrados p-mágicos son aquellos en los que, elevadas todas las cifras del cuadrado a la k potencia, siendo 1≤k≤p, siguen siendo mágicos:
- El cuadrado bi-mágico menor conocido es el de orden 8 mostrado más adelante y que tiene por constantes mágicas 260 (k=1) y 11180 (k=2). Se conjetura que no existen cuadrados bi-mágicos de orden inferior, aunque no existe prueba concluyente de ello. En 1998, J. R. Hendricks demostró que es imposible construir cuadrados bi-mágicos de orden 3, salvo el que contiene 9 cifras iguales, que de mágico tiene más bien poco.

- Se han construido cuadrados tri-mágicos de órdenes 12, 32, 64, 81 y 128; el único de orden 12 fue construido por el matemático alemán Walter Trump en junio del 2002.

- El primer cuadrado tetra-mágico, de orden 64, lo obtuvo Andrés González Fernández, en junio de 1998, usando números del 1 al 4096 sin repetir ninguno de ellos. Puede segregarse en 64 tableros de ajedrez y siempre sumaría igual, indistintamente de la posición en las que resulten las filas norte, sur, este y oeste. Según González, en esta obra no se usó ningún ordenador para cuadrarlo. El cuadro se encuentra registrado en el Archivo Internacional Central de Objetos de Arte.  (enlace roto disponible en Internet Archive; véase el historial, la primera versión y la última).

- El primer cuadrado tetra-mágico, de orden 512, fue obtenido por André Viricel y Christian Boyer en mayo de 2001; en junio del mismo año presentaron el primer cuadrado penta-mágico, de orden 1024. Ya en el 2003, presentaron un cuadrado tetra-mágico de orden 256, y el matemático chino Li Wen, uno penta-mágico de orden 729.[cita requerida]

| 16 | 41 | 36 | 5  | 27 | 62 | 55 | 18 |
| 26 | 63 | 54 | 19 | 13 | 44 | 33 | 8  |
| 1  | 40 | 45 | 12 | 22 | 51 | 58 | 31 |
| 23 | 50 | 59 | 30 | 4  | 37 | 48 | 9  |
| 38 | 3  | 10 | 47 | 49 | 24 | 29 | 60 |
| 52 | 21 | 32 | 57 | 39 | 2  | 11 | 46 |
| 43 | 14 | 7  | 34 | 64 | 25 | 20 | 53 |
| 61 | 28 | 17 | 56 | 42 | 15 | 6  | 35 |

| 1   | 22  | 33  | 41  | 62  | 66  | 79  | 83  | 104 | 112 | 123 | 144 |
| 9   | 119 | 45  | 115 | 107 | 93  | 52  | 38  | 30  | 100 | 26  | 136 |
| 75  | 141 | 35  | 48  | 57  | 14  | 131 | 88  | 97  | 110 | 4   | 70  |
| 74  | 8   | 106 | 49  | 12  | 43  | 102 | 133 | 96  | 39  | 137 | 71  |
| 140 | 101 | 124 | 42  | 60  | 37  | 108 | 85  | 103 | 21  | 44  | 5   |
| 122 | 76  | 142 | 86  | 67  | 126 | 19  | 78  | 59  | 3   | 69  | 23  |
| 55  | 27  | 95  | 135 | 130 | 89  | 56  | 15  | 10  | 50  | 118 | 90  |
| 132 | 117 | 68  | 91  | 11  | 99  | 46  | 134 | 54  | 77  | 28  | 13  |
| 73  | 64  | 2   | 121 | 109 | 32  | 113 | 36  | 24  | 143 | 81  | 72  |
| 58  | 98  | 84  | 116 | 138 | 16  | 129 | 7   | 29  | 61  | 47  | 87  |
| 80  | 34  | 105 | 6   | 92  | 127 | 18  | 53  | 139 | 40  | 111 | 65  |
| 51  | 63  | 31  | 20  | 25  | 128 | 17  | 120 | 125 | 114 | 82  | 94  |

Pueden construirse cuadrados mágicos con números extraídos de cualquier sucesión aritmética independientemente del número inicial y de la razón de la serie. Siendo a0 el primer término y r la razón, fácilmente se demuestra que la constante mágica será en este caso:
{\displaystyle M_{2}(n)={\frac {n[2a_{0}+(n^{2}-1)r]}{2}}}
Análogamente, se pueden construir cuadrados mágicos a partir de sucesiones geométricas, en cuyo caso serán los productos los que den por resultado la constante mágica. Estos pueden construirse con las reglas dadas para los cuadrados aritméticos, sin más que sustituir el término de la serie geométrica en la posición indicada por la correspondiente de la serie aritmética:
| 6 | 1 | 8 |
| 7 | 5 | 3 |
| 2 | 9 | 4 |

| 1 | 2 | 3 | 4 | 5  | 6  | 7  | 8   | 9   |
| 1 | 2 | 4 | 8 | 16 | 32 | 64 | 128 | 256 |

| 32 | 1   | 128 |
| 64 | 16  | 4   |
| 2  | 256 | 8   |

La constante mágica es, en el caso general:
{\displaystyle {M_{2}}^{*}(n)=({a_{0}}^{2}{r^{(n^{2}-1)}})^{\frac {n}{2}}}
cuya similitud con la ya obtenida para las series aritméticas es palpable.
También se han construido cuadrados mágicos con series de números primos consecutivos, o con las cifras decimales de los recíprocos de la serie aritmética de los números naturales.
Por último, hay que señalar a existencia de disposiciones mágicas n-dimensionales; así, con la serie 1 - n³ pueden construirse cubos mágicos, y en general, con la serie 1 - nr cuadrados mágicos r-dimensionales de orden n, con sus respectivas variantes multi-mágicas y cuya visualización no es inmediata, aunque pueden tratarse cómodamente mediante el empleo de computadoras.

## Los cuadrados mágicos en el ocultismo
Cuadrados mágicos de orden 3 al 9, asignados a los siete planetas y descritos como medios para atraer la influencia de los planetas y sus ángeles (o demonios) durante prácticas mágicas, pueden encontrarse en varios manuscritos en toda Europa desde al menos el siglo XV. Entre los más conocidos está el Liber de Angelis, un manual mágico escrito alrededor de 1440, que se encuentra en la Biblioteca de la Universidad de Cambridge, MS Dd.XI.45. El texto del Liber de Angelises muy similar al de De septem quadraturis planetarum seu quadrati magici, otro manual de magia planetaria con imágenes contenido en el Códice 793 de la Biblioteka Jagiellońska (Ms BJ 793). Las operaciones mágicas consisten en grabar el cuadrado correspondiente en una placa hecha con el metal asignado al planeta correspondiente, así como en la realización de diversos rituales. Por ejemplo, el cuadrado de 3×3, que pertenece a Saturno, debe ser inscrito en una placa de plomo. Este servirá, en particular, para ayudar a las mujeres durante un parto difícil.
Alrededor de 1510, Heinrich Cornelius Agrippa escribió De Occulta Philosophia, basándose en los trabajos herméticos y mágicos de Marsilio Ficino y Pico della Mirandola. En su edición de 1531, explicó las virtudes mágicas de los siete cuadrados mágicos de órdenes 3 a 9, cada uno asociado con uno de los planetas astrológicos, de manera muy similar a como lo hacían los textos más antiguos. Este libro fue muy influyente en toda Europa hasta la Contrarreforma, y los cuadrados mágicos de Agrippa, a veces llamados kameas, continúan utilizándose en la magia ceremonial moderna de manera muy similar a como él los prescribió por primera vez.
El uso más común de estos kameas es proporcionar un patrón sobre el cual construir los sigilos de espíritus, ángeles o demonios; las letras del nombre de la entidad se convierten en números, y se trazan líneas a través del patrón que estos números sucesivos forman sobre el kamea. En un contexto mágico, el término cuadrado mágico también se aplica a una variedad de cuadrados de palabras o números encontrados en grimorios mágicos, incluyendo algunos que no siguen ningún patrón obvio, e incluso aquellos con diferentes cantidades de filas y columnas. Generalmente están destinados a usarse como talismanes. Por ejemplo, los siguientes cuadrados son: el cuadrado de Sator, uno de los cuadrados mágicos más famosos que aparece en varios grimorios, incluido la Clave de Salomón; un cuadrado “para vencer la envidia”, del Libro del Poder; y dos cuadrados de El Libro de Magia Sagrada de Abramelín el Mago, el primero para causar la ilusión de la aparición de un palacio magnífico, y el segundo para ser usado en la cabeza de un niño durante una invocación angélica.

## En la cultura popular
- En el Fausto, de Johann Wolfgang Goethe, el sortilegio de la bruja para hacer el elixir de la juventud para Fausto ha sido interpretado como la construcción de un cuadrado mágico.[cita requerida]

- El 9 de octubre del 2014, el correo de Macao en la República Popular China emitió una serie de sellos postales basados en cuadrados mágicos.[11]